# El Conejo, Michoacán de Ocampo
El Conejo är en ort i Mexiko.   Den ligger i kommunen Tacámbaro och delstaten Michoacán de Ocampo, i den södra delen av landet, 250 km väster om huvudstaden Mexico City. El Conejo ligger 1 108 meter över havet och antalet invånare är 127.
Terrängen runt El Conejo är huvudsakligen kuperad, men åt nordväst är den bergig. Runt El Conejo är det ganska glesbefolkat, med 45 invånare per kvadratkilometer. Närmaste större samhälle är Tacámbaro de Codallos, 15,7 km norr om El Conejo. I omgivningarna runt El Conejo växer huvudsakligen savannskog.